# Смирнов, Евгений Васильевич (хирург)
Евгений Васильевич Смирнов (1897—1982) — советский учёный-медик, хирург, организатор здравоохранения и медицинской науки, доктор медицинских наук (1940), профессор (1940), генерал-майор медицинской службы. Заслуженный деятель науки РСФСР (1965).

## Биография
Родился 5 февраля 1897 года в селе Старое Акшино Инсарского уезда Пензенской губернии в фельдшерской семье. 
С 1914 по 1919 годы проходил обучение в Саратовском государственном университете. С 1919 по 1921 годы служил в рядах РККА, участник Гражданской войны в составе 50-й стрелковой дивизии 11-й армии в должности бригадного врача. Воевал на Юго-Восточном фронте. 
С 1921 по 1923 годы — врач-хирург Астраханской клинической больницы. С 1923 по 1924 годы — ординатор, с 1924 по 1927 годы — ассистент, с 1927 по 1936 годы — приват-доцент, с 1933 по 1941 годы — заведующий кафедрой общей хирургии клиники факультетской хирургии Астраханского государственного медицинского института, читал курс лекций по вопросам в области ортопедии и травматологии.
С 1941 по 1943 годы в период Великой Отечественной войны работал в должностях главного хирурга Севастопольского военно-морского госпиталя и главного хирурга Каспийской военной флотилии. С 1943 по 1947 годы — старший преподаватель и профессор госпитальной хирургии, с 1947 по 1950 годы — начальник кафедры общей хирургии, с 1950 по 1968 годы — начальник кафедры госпитальной хирургии Военно-медицинской академии имени С. М. Кирова, с 1968 года — профессор этой кафедры.
В 1936 году Е. В. Смирнов защитил диссертацию на соискание учёной степени кандидата медицинских наук по теме «Пиелотомия без шва», в 1940 году — диссертацию на соискание учёной степени доктора медицинских наук по теме «Зашивание брюшной полости наглухо после удаления желчного пузыря». В 1936 году Е. В. Смирнов утверждён в учёном звании доцента, в 1940 году ему было присвоено учёное звание профессора.
Основная научно-педагогическая деятельность была в области военной хирургии, лечения костно-суставного туберкулёза и декортикации лёгкого при лечении эмпиемы плевры. Являлся  автором более ста научных трудов, в том числе шести монографий, под его руководством было подготовлено двадцать две кандидатских и около шести докторских диссертаций. Являлся почётным членом, членом Президиума и председателем  Пироговского общества, членом Правления Всесоюзного хирургического общества и почётным членом Астраханского хирургического общества. 
В 1965 году Указом Президиума Верховного Совета РСФСР «За заслуги в научно-педагогической деятельности» Евгению Васильевичу Смирнову было присвоено почётное звание «Заслуженный деятель науки РСФСР».
Скончался 8 февраля 1982 года в Ленинграде, похоронен на Богословском кладбище.

Могила Смирнова на Богословском кладбище Санкт-Петербурга.

## Основные труды
- Зашивание брюшной стенки наглухо после удаления желчного пузыря / Астрахань : АГМИ, 1940 г. — 168 с.
- Хирург Е. В. Павлов (краткий очерк жизни и деятельности) / Е. В. Смирнов. - Ленинград : Воен.-мор. мед. акад., 1951 г. — 19 с. - (Вып. 9: Материалы по истории биологии и медицины)
- Хирургическое лечение обтурационной желтухи желчекаменного и травматического происхождения / Ленинград : Медгиз. Ленингр. отд-ние, 1959 г. — 143 с.
- Холецистит / Проф. Е. В. Смирнов. - Ленинград: Медгиз. Ленингр. отд-ние, 1961 г. — 24 с.
- Хирургические операции на желчных путях / 2-е изд., перераб. и доп. - Ленинград : Медицина. Ленингр. отд-ние, 1974 г. — 239 с.
- Ошибки, опасности и осложнения при операциях на желчных путях / Ленинград : Медицина. Ленингр. отд-ние, 1976 г. — 149 с.

## Награды и премии
- Орден Октябрьской революции
- Два Ордена Красной Звезды
- Орден «Знак Почёта»

### Звания
- Заслуженный деятель науки РСФСР (1965)